# Équipe de Lettonie féminine de hockey sur glace
Cet article traite de l'équipe féminine. Pour l'équipe masculine, voir Équipe de Lettonie de hockey sur glace.
L'équipe de Lettonie féminine de hockey sur glace est la sélection nationale de Lettonie regroupant les meilleures joueuses lettonnes de hockey sur glace féminin lors des compétitions internationales. Elle est sous la tutelle de la Latvijas Hokeja Federācija. La Lettonie est classée 22e sur 42 équipes au classement IIHF 2021 .

## Résultats

### Jeux olympiques
L'équipe féminine de Lettonie n'a jamais participé aux Jeux olympiques.
- 1998-2002 — Ne participe pas
- 2006 — Non qualifié
- 2010 — Non qualifié
- 2014 — Non qualifié
- 2018 — Non qualifié

### Championnats du monde
Après avoir échoué à se qualifier pour le groupe A du championnat du monde 1999, la Lettonie fait ses débuts en championnat du monde féminin au sein du groupe B. Au cours des éditions suivantes elle joue à ce niveau, renommé Division I en 2003. Sauvées de la relégation en 2005 à la suite de l'élargissement de la division élite, les joueuses lettonnes réalisent leur meilleure performance au cours de l'édition suivante en terminant deuxième de Division I, onzième toutes divisions confondues. Cependant, un an plus tard, elles sont reléguées après avoir échoué à la dernière place. 
- 1990-1997 — Ne participe pas
- 1999 - Treizième (5e du Groupe B)
- 2000 - Quatorzième (6e du Groupe B)
- 2001 - Quatorzième (6e du Groupe B)
- 2003 - Treizième (5e de la Division I)
- 2004 - Douzième (3e de la Division I)
- 2005 - Quatorzième (6e de la Division I)
- 2007 - Onzième (2e de la Division I)
- 2008 - Quinzième (6e de la Division I)
- 2009 - Seizième (1er de la Division II)
- 2011 - Onzième (3e de la Division I)
- 2012 - Treizième (5e de la Division IA)
- 2013 - Quatorzième (6e de la Division IA)
- 2014 - Quinzième (1er de la Division IB)
- 2015 - Quatorzième (6e de la Division IA)
- 2016 - Seizième (2e de la Division IB)
- 2017 - Dix-septième (3e de la Division IB)
- 2018 - Dix-huitième (3e de la Division IB)[3]
- 2019 - Vingt-deuxième (6e de la Division IB)
- 2020 — Pas de compétition en raison de la pandémie de coronavirus[4]
- 2021 — Pas de compétition en raison de la pandémie de coronavirus [5].
- 2022 — Vingt-troisième (2e de Division IIA)

Note :  Promue ;  Reléguée

### Championnats d'Europe
La Lettonie a participé à chaque édition du championnat d'Europe féminin qui a suivi son indépendance.
- 1989-1991 — Ne participe pas
- 1993 - 1er du Groupe B
- 1995 - Sixième
- 1996 - 2e du Groupe B

### Classement mondial
| Année | Rang | Points | Progression |
| ----- | ---- | ------ | ----------- |
| 2003  | 15   | 645    | -           |
| 2004  | 12   | 1 545  | +3          |
| 2005  | 13   | 1 750  | -1          |
| 2006  | 13   | 1 995  | ±0          |
| 2007  | 11   | 2 250  | +2          |
| 2008  | 13   | 2 195  | -2          |
| 2009  | 14   | 2 135  | -1          |
| 2010  | 15   | 2 105  | -1          |
| 2011  | 13   | 2 170  | +2          |
| 2012  | 14   | 2 195  | -1          |

| Année      | Rang | Points | Progression |
| ---------- | ---- | ------ | ----------- |
| 2013       | 13   | 2 190  | +1          |
| Fév. 2014  | 17   | 2 055  | -4          |
| Avril 2014 | 16   | 2 895  | +1          |
| 2015       | 15   | 2 695  | +1          |
| 2016       | 15   | 2 470  | ±0          |
| 2017       | 16   | 2 240  | -1          |
| Fév. 2018  | 16   | 2 835  | ±0          |
| Avril 2018 | 18   | 2 805  | -2          |
| 2019       | 18   | 2 490  | ±0          |
| 2020       | 22   | 2 195  | -4          |
| 2021       | 22   | 1 955  | ±0          |